# Tomopterus exilis
Tomopterus exilis là một loài bọ cánh cứng trong họ Cerambycidae.